# Гуриновка (Сумская область)
Гуриновка (укр. Гуринівка) — село,
Гуриновский сельский совет,
Белопольский район,
Сумская область,
Украина.
Код КОАТУУ — 5920683001. Население по переписи 2001 года составляло 263 человека .
Является административным центром Гуриновского сельского совета, в который, кроме того, входят сёла
Бубликово,
Василевщина,
Гирино,
Кандыбино,
Марьяновка,
Мороча,
Новоивановка,
Алексенки и
Степановка.

## Географическое положение
Село Гуриновка находится на расстоянии в 2 км от места впадения реки Павловка в реку Крыга.
На расстоянии в 1 км расположены сёла Бубликово, Кандыбино и Василевщина.

## История
- 1773 — дата основания.

## Экономика
- Объединение фермерских хозяйств «Черемшина».

## Объекты социальной сферы
- Школа І-ІІ ст.